# Hướng gió

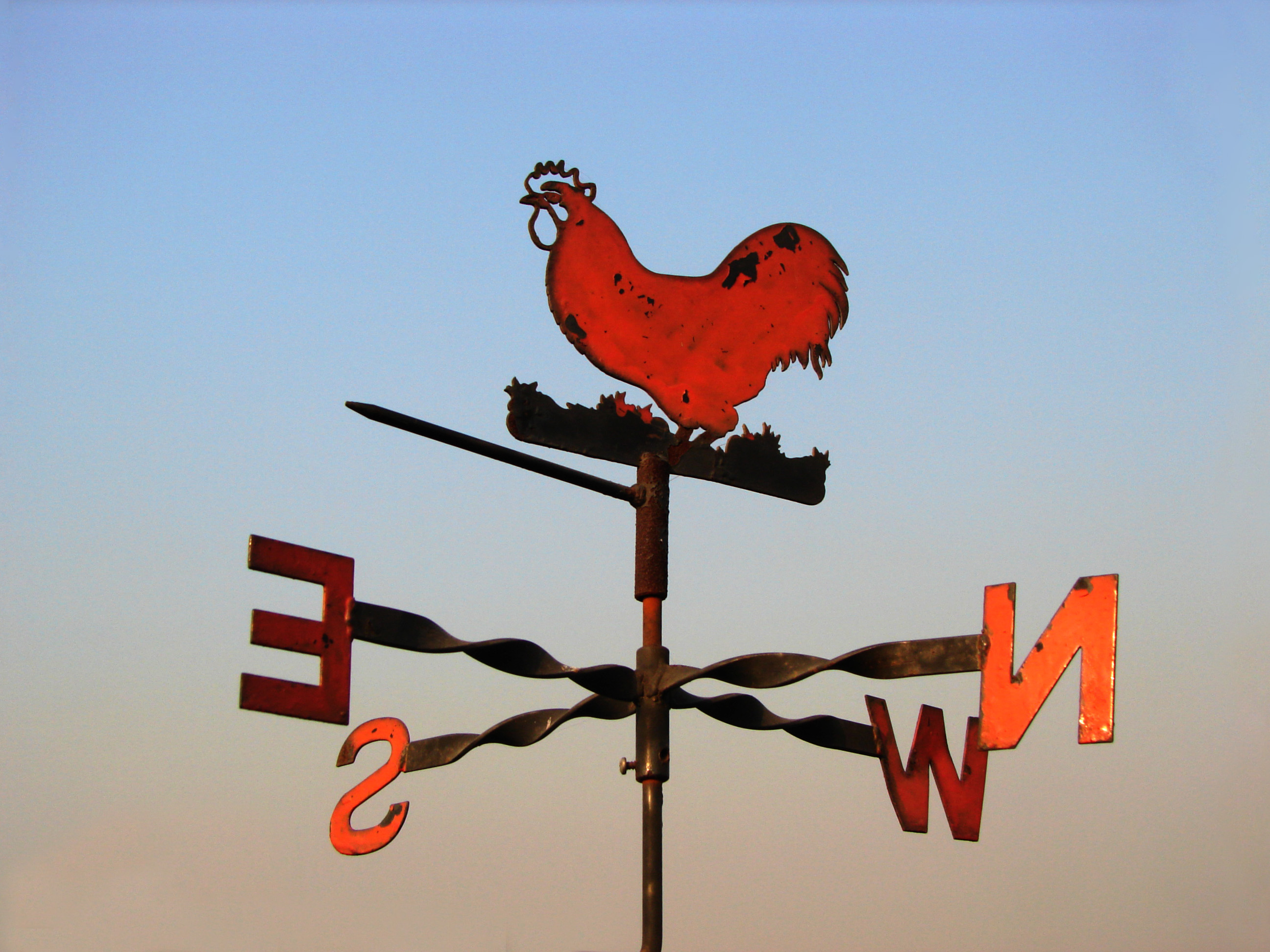
Chong chóng gió này đang thể hiện một cơn gió đông.

Hướng gió được gọi theo hướng mà nó bắt nguồn. Ví dụ, một cơn gió bắc thổi từ phía bắc xuống phía nam. Hướng gió thường được báo cáo theo hướng chính hoặc theo góc phương vị. Hướng gió được đo theo độ theo chiều kim đồng hồ từ điểm la bàn chính. Do đó, một cơn gió thổi từ phía bắc có hướng gió là 0 °; một cơn gió thổi từ phía đông có hướng gió 90 °; một cơn gió thổi từ phía nam có hướng gió 180 °; và một cơn gió thổi từ phía tây có hướng gió 270 °. Nói chung, hướng gió được đo theo đơn vị từ 0 ° đến 360 °, nhưng có thể được biểu thị thay thế từ -180 ° đến 180 °.
Gió được đặt tên theo hướng mà từ đó chúng thổi đến. Ví dụ, gió từ phía bắc được gọi là "gió bắc".

## Kỹ thuật đo lường
Một loạt các công cụ có thể được sử dụng để đo hướng gió, chẳng hạn như ống gió và chong chóng gió. Cả hai dụng cụ này hoạt động bằng cách di chuyển để giảm thiểu sức cản không khí. Cách một chong chóng gió thời tiết được chỉ ra bởi những cơn gió thịnh hành cho biết hướng gió thổi qua. Điểm tiếp xúc lớn hơn của một chiếc ống gió đối mặt với hướng gió thổi đến; Đuôi của nó, với lỗ mở nhỏ hơn, chỉ cùng hướng với gió đang thổi.
Các dụng cụ hiện đại được sử dụng để đo tốc độ và hướng gió được gọi là máy đo gió và van gió tương ứng. Những loại thiết bị này được sử dụng bởi ngành công nghiệp năng lượng gió, cả để đánh giá tài nguyên gió và điều khiển tuabin.
Trong trường hợp không có dụng cụ hiện đại, một ngón trỏ có thể được sử dụng để kiểm tra hướng gió. Điều này được thực hiện bằng cách làm ướt ngón tay và hướng nó lên trên. Mặt của ngón tay có cảm giác "mát mẻ" là (xấp xỉ) hướng mà gió thổi qua. Cảm giác "mát" được gây ra bởi sự tăng tốc độ bay hơi của độ ẩm trên ngón tay do luồng không khí đi qua ngón tay, và do đó "kỹ thuật ngón tay" đo hướng gió không hoạt động tốt trong điều kiện rất ẩm hoặc rất nóng điều kiện. Nguyên tắc tương tự được sử dụng để đo điểm sương bằng máy đo độ ẩm sling (một dụng cụ chính xác hơn ngón tay người).
Một kỹ thuật nguyên thủy khác để đo hướng gió là lấy một nhúm cỏ và thả nó xuống; hướng mà cỏ rơi là hướng gió thổi. Kỹ thuật cuối cùng này thường được sử dụng bởi những người chơi golf vì nó cho phép họ đánh giá sức mạnh của gió.
Một kỹ thuật thường được các thủy thủ sử dụng là lắng nghe gió. Bằng cách quay mặt về phía gần về phía nguồn gốc của gió, người ta có thể lắng nghe điểm khi gió phát ra mạnh như nhau trên cả hai tai. Kỹ thuật này có thể ước lượng được hướng chuyển động hiện tại của tàu, và do đó cho phép các thủy thủ tìm điểm gần nhất của tàu buồm trước khi tàu của họ rơi vào bãi đá ngầm.